# Jones Chilengi
Jones Chilengi (né le 30 janvier 1955 à l'époque en Rhodésie du Nord et aujourd'hui en Zambie, et mort le 9 avril 1999 à Hwange au Zimbabwe) est un joueur de football international zambien, qui évoluait au poste de défenseur, avant de devenir ensuite entraîneur.

## Biographie

### Carrière de joueur

#### Carrière en club
Avec le club de Green Buffaloes, il remporte quatre championnats de Zambie et deux Coupes de Zambie.

#### Carrière en sélection
Avec l'équipe de Zambie, il joue 108 matchs (pour aucun but inscrit) entre 1983 et 1993[réf. nécessaire]. 
Il figure dans le groupe des sélectionnés lors des Coupes d'Afrique des nations de 1982 et de 1986. La sélection zambienne se classe troisième de la compétition en 1982.
Il joue également six matchs comptant pour les tours préliminaires de la coupe du monde 1982.

## Palmarès
Green Buffaloes
- Championnat de Zambie (4) :
  - Champion : 1975, 1977, 1979 et 1981.

- Coupe de Zambie (2) :
  - Vainqueur : 1975 et 1980.